# 絛眼蝶屬
絛眼蝶屬（學名：Neominois）是眼蝶亞科眼蝶族眼蝶亞族中的一個屬。物種分佈於北美， 至加拿大南部，南至墨西哥北部，東至內華達山脈東部。

## 物種
- Neominois carmen
- 絛眼蝶 Neominois ridingsii
  - 戴奧絛眼蝶 N. r. dionysus
  - 懷州絛眼蝶 N. r. wyomingo